# Emmy Internacional 1980
A 8.ª cerimônia de entrega dos International Emmys (ou Emmy Internacional 1980) aconteceu em 24 de novembro de 1980, em Nova York, Estados Unidos, e teve como apresentador o ator Peter Ustinov. A Grã-Bretanha e o Canadá foram os grande vencedores da noite.

## Cerimônia
A 8.ª cerimônia dos Emmys internacionais foi organizada pelo Conselho Internacional da Academia Nacional de Artes e Ciências Televisivas (hoje Academia Internacional das Artes e Ciências Televisivas). Vinte e um programas de sete países concorriam as estatuetas em quatro categorias. A Inglaterra liderou a lista de indicados com cinco nomeações, seguido pelo Canadá com duas, e uma da Bélgica, França, Japão, Holanda e Suíça, respectivamente. O produtor Jim Henson, foi o primeiro homenageado pela Academia Internacional com o Founders Award, e Lew Grade, chefe da England's Associate Communications, foi o escolhido para receber o Directorate Award.

## Vencedores
| Melhor Drama                                                   | Melhor Programa de Artes Populares        |
| -------------------------------------------------------------- | ----------------------------------------- |
| - A Rod of Iron - (ITV)                                        | - Not the Nine O'Clock News - (BBC)       |
| Melhor Documentário                                            | Melhor Performance Artística              |
| - Fighting Back - (BBC)                                        | - L'Oiseau de Feu - (CBC)                 |
| Directorate Award                                              | Founders Award                            |
| - Lew Grade - (Chefe da Associated Communications Corporation) | - Jim Henson - (Criador da série Muppets) |

## Múltiplas vitórias
Por país
| N.º de vitórias | País        |
| --------------- | ----------- |
| 5               | Reino Unido |